# Вотчина

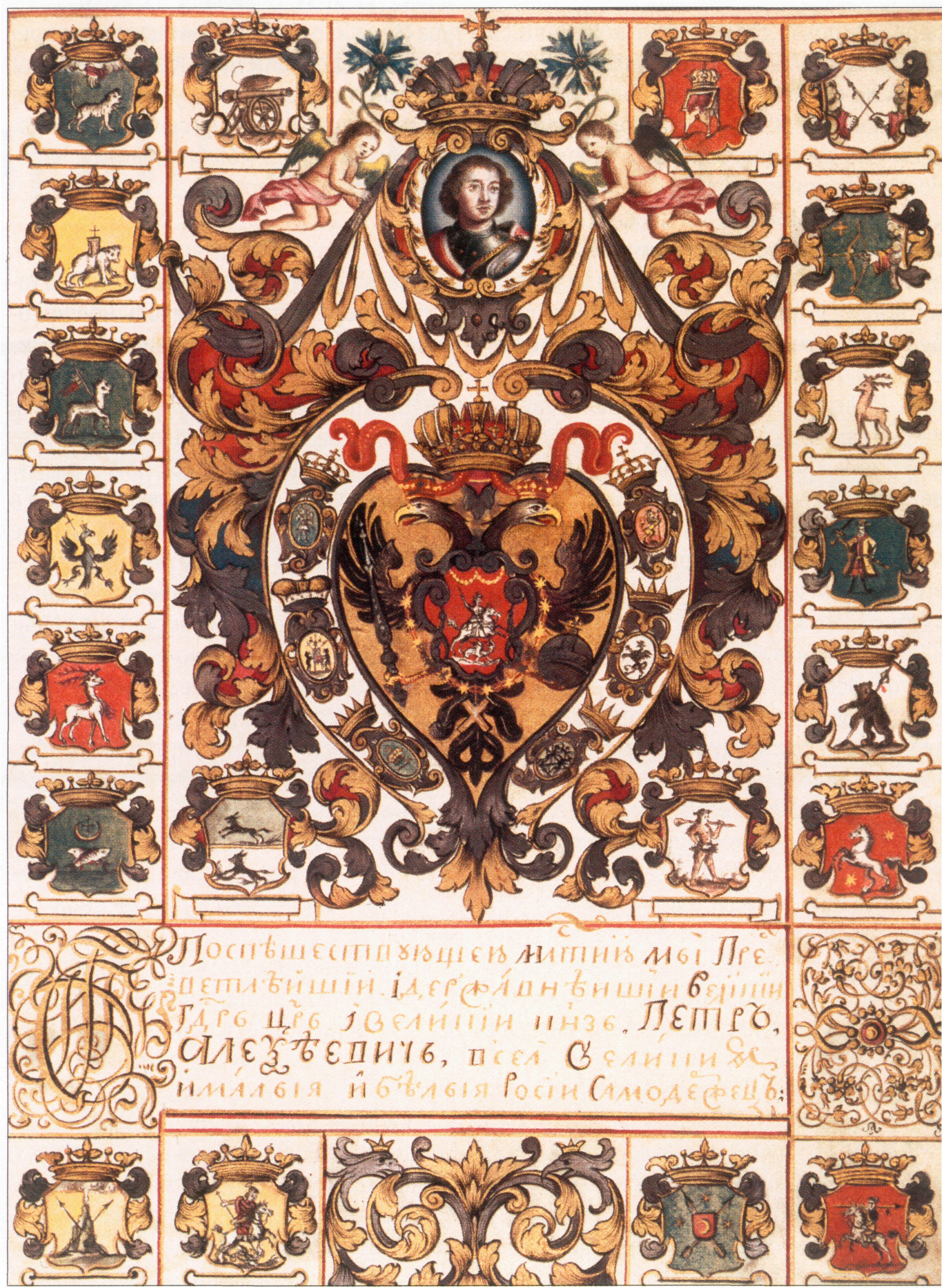
Титульный лист Жалованной грамоты Петра Великого канцлеру Г. Головкину на вотчину

Во́тчина (от слова отец) — наследственное земельное владение.
Вотчина объединяла собственность на землю, постройки и инвентарь и права на холопов. Синонимы вотчины — аллод, бокленд. С VIII—IX веков вотчина являлась господствующей формой землевладения в большинстве стран Западной Европы. В процессе формирования вотчины создавался аппарат властного управления (суд, администрация и так далее). Крестьяне сохраняли свою общинную организацию (община, коммуна, альменда), что наряду с обязательным потомственным характером владения отличало вотчину от бенефиция, манора и поместья.
Вотчина различалась по экономической структуре (в зависимости от роли домена, типа феодальных повинностей крестьян), по величине, по социальной принадлежности вотчинников (светские, в том числе королевские, церковные).

## История

### В Древней Руси
Во времена Древнерусского государства — Киевской Руси вотчина представляет собой одну из форм феодальной земельной собственности. Владелец недвижимостью владения собственности вотчину, законом право имел передать её по наследству (отсюда и происхождение названия от древнерусского слова «отчина», то есть отцовская собственность), не мог: продать, обменять или, например, поделить между родственниками, в случае нисходящей линии представителей имеющегося потомства наследников. Вотчины, как явление возникли в процессе формирования частной феодальной собственности на землю, и служили гарантией в государстве монархии дворянам, условия наследовать потомством имущество недвижимость родителей. Вотчины не облагались налогами, и крестьяне вотчин общинами владели землёй, по образу артелей, кооператоров, отдавая землевладельцу ругу платы за аренду ими обрабатываемой земли. Как правило, собственник в IX—XI веках был князь, или ближайшие родственники, находясь визуально на земле вотчины собственника владения. Мог наместником быть также княжеский дружинник и— наследник, прежней родоплеменной верхушки. После принятия христианства появилось и церковное вотчинное землевладение, собственник которого являлась представитель церковной иерархии духовенство (митрополит, епископ) и большие монастыри.
Существуют различные категории вотчин: родовые, купленные, дарованные князем или другими собственниками, что частично непосредственно влияло на возможность собственника свободно распоряжаться вотчиной. Так, владение родовыми вотчинами ограничивалось государством и родственниками. Собственник такой вотчины был обязан служить тому князю, или Императору в случае образования Империи, на землях владения которого монарха она находилась, и, без согласия членов своего рода, и Воли подтверждения Высочайшего распоряжения Императорского Указа, утверждающего желание воли рода, вотчинник владение не мог собственность рода продать, или обменять. Это было закреплено законом Свода российских законов о наследии. Это условие гарантии Самодержавия, условие властью монарха сохранить наследникам имущество недвижимость семьи и родственников боковой ветви фамилии целым. В случае нарушения таких условий, законом собственник лишался вотчины, и ею управление получал член семьи фамилии, или иной кто, по воле изъявления общего согласия родственных уз клана рода. Факт констатации, эпоха Древнерусского государства предоставляла собственность владение вотчиной наместнику в собственность, оставляя право гарантии семье рода безусловно законом сохранить право собственность владение на неё.

### В удельный период
В период политической раздробленности Руси вотчина стала основной формой феодального землевладения, роль которой постоянно возрастала за счёт новых княжеских пожалований, захвата общинных земель, покупки, обмена и т. п. Данный факт привёл также к значительному возрастанию влияния собственников вотчин на политическую жизнь русских княжеств.
Владения знатных бояр обычно складывались из нескольких вотчин, которые достаточно часто находились в разных местах государства и не создавали единого хозяйственного организма. В отношении к населению вотчины их собственники пользовались рядом прав и привилегий в сфере судопроизводства, сбора податей и прочего. В больших вотчинах формировался собственный административно-хозяйственный аппарат, который занимался организацией их повседневной жизнедеятельности.
В период распада Руси вотчинами также назывались отдельные удельные княжества (княжеские столы — престолы), которые унаследовались князем от его отца. На Любечском съезде 1097 года была предпринята неудавшаяся попытка на основе принципа вотчины («каждо да держит отчину свою») приостановить княжеские междоусобицы.
Также термин отчина (с притяжательным местоимением) применялся в княжеских спорах за столы. Акцент при этом делался на том, княжил ли в городе-центре определённой вотчины отец претендента либо претендент является для этого княжества «изгоем» (см. Лествичное право).

### В Великом княжестве Литовском
После того, как значительная часть западных русских земель вошли в состав Великого княжества Литовского и Польши, вотчинное землевладение на этих территориях не только сохранилось, но и существенно возросло. Большинство вотчин стало принадлежать представителям древних русских княжеских и боярских родов. Одновременно Великие князья Литовские и польские короли даровали земли «в отчину», «на вечность» литовским, польским и русским феодалам. Особенно активным этот процесс стал после 1590 года, когда сейм Речи Посполитой по итогам войны 1654—1667 годов. На Левобережье во второй половине XVII столетия шёл постепенный процесс формирования землевладения украинской козацкой старшины.

### В Великом княжестве Московском

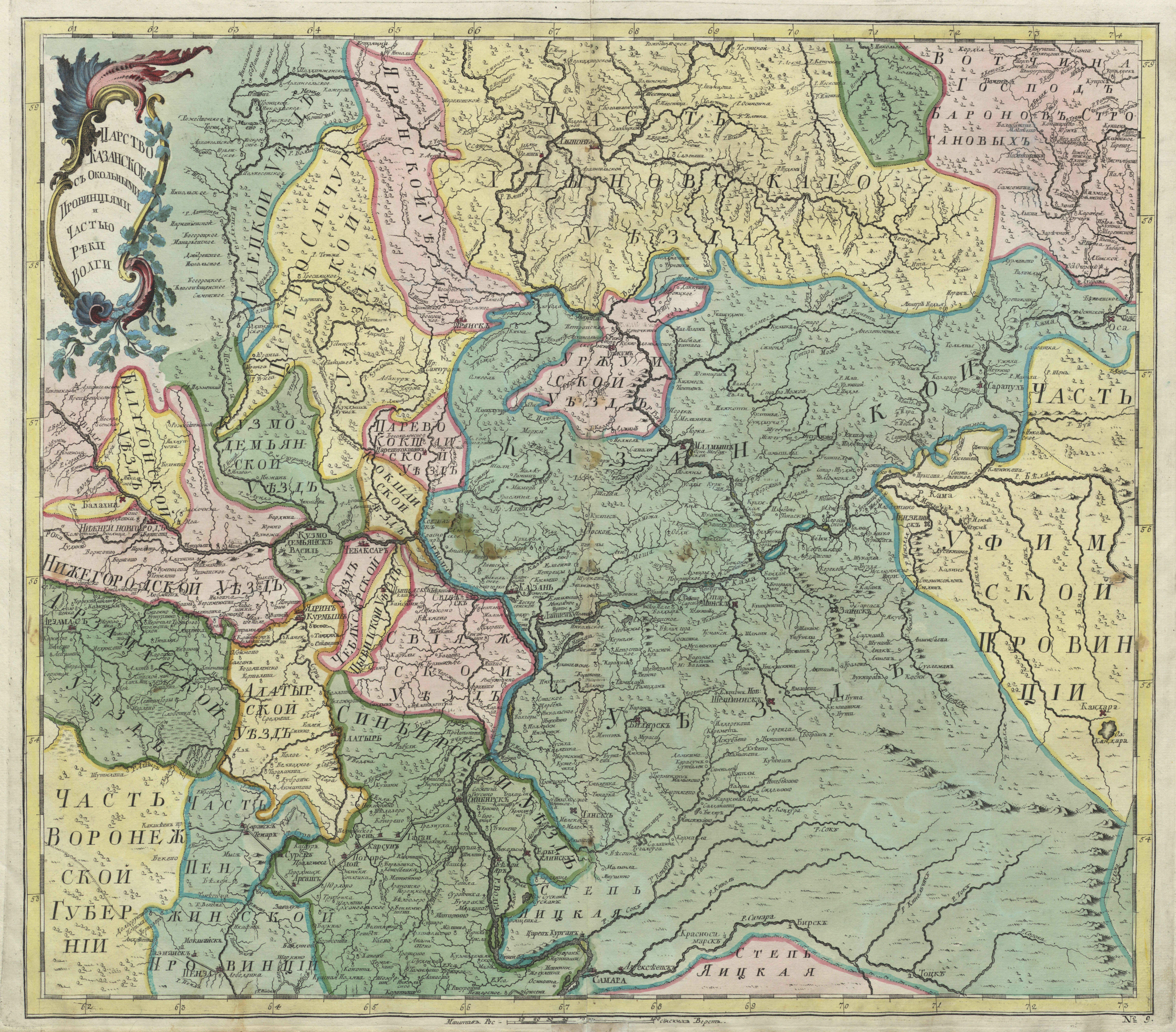
«Вотчина господ баронов Строгановых» (в северо-восточном углу карты), 1745

В XIV—XV веках вотчины были основной формой землевладения и в Северо-Восточной Руси, где шёл активный процесс формирования Московского княжества и затем единого централизованного государства. Однако в связи с возрастанием противоречий между центральной великокняжеской властью и вольностями бояр-вотчинников права последних начали существенно ограничиваться (например, было отменено право свободного отъезда от одного князя к другому, ограничено право суда феодала в вотчинах и прочее). Центральная власть начала опираться на дворянство, которое пользовалось землевладением согласно поместному праву. Особенно активным был процесс ограничения вотчин в XVI столетии. Тогда были значительно ограничены вотчинные права бояр (законы 1551 года и 1562 года), а во время опричнины большое количество вотчин было ликвидировано, а их собственники казнены или переселены в иные регионы. В конце XVI столетия в России основной формой землевладения были уже не вотчины, а поместья. Уложение о службе 1556 года фактически приравняло вотчину к поместью («служба по отечеству»). Царское правительство издавала указы регламентирующие пользование и наследование вотчинами:
- Указ 15 января 1581 года: «….Отчинникам отчин своих по душам в монастыри не отдавать, а давать деньги, которые отчина чего стоит»[2].
- Указ 27 ноября 1613 года: «О даче вымороченных и отписных поместий и вотчин иноземцев, только иноземцам».
- Указ 1615/16 годов: «О сохранении дач царя Василия Шуйского и бояр на поместья и вотчины иноземцев и запрете их дальнейшей раздачи кроме иноземцев».
- Указ 18 августа 1619 года: «О возврате иноземцам розданных после указа 1615/16 годов поместий и вотчин иноземцев».
- Указ 03 декабря 1627 года: «О наследовании выслуженных и родовых вотчин по каноническим правилам» (указ предусматривал переход по купчим и закладным кабалам вдов к покупателям и заимодавцам).
- Указ 05 февраля 1632 года: «О пожизненных правах вдов на выслуженные вотчины с запретом их отчуждения» (и возврате конфискованных по указу 1627 года вотчин)[3].

В XVII столетии продолжился процесс юридического сближения вотчины с поместьем, который завершился изданием Петром I 23 марта 1714 года указа о единонаследии, объединившего вотчину и поместье в единое понятие имение. С тех пор понятие вотчина иногда употреблялось в России в XVIII—XIX веках для обозначения дворянской земельной собственности.